# 杜布羅維納河
杜布羅維納河（烏克蘭語：Дубровина），是烏克蘭西南部的河流，屬於索布河的左支流。該河處於文尼察州的文尼察區，流經索羅卡和季布羅溫齊，河道全長6公里。